# Голый ковбой
Голый ковбой (англ. Naked Cowboy; настоящее имя — Ро́берт Джон Берк, англ. Robert John Burck) — хара́ктерный уличный исполнитель на Таймс-сквер. Предметы его гардероба представлены лишь ковбойскими шляпой, сапогами и трусами.
Роберт Берк родился в городе Цинциннати в штате Огайо 23 декабря 1970 года. Начальную школу он окончил в деревне Гринхилс, расположенную в пригороде. Там же Берк начал заниматься бодибилдингом. Впоследствии он поступил в Университет Цинциннати, где получил степень бакалавра по политологии. В 1997 году он приехал в Лос-Анджелес для съёмок в эротическом журнале Playgirl. Между делом Берк музицировал на пляже квартала Венис в полном облачении. Его заработок был небольшим. Однако снимавший Берка фотограф из Playgirl однажды посоветовал ему избавиться от лишних деталей одежды, оставив только трусы, что тот и сделал. После этого выручка Берка значительно выросла. Так, в первый день он заработал 110 долларов.
В 2000 году Берк зарегистрировал товарный знак «Голый ковбой» и на следующий год перебрался на Таймс-сквер в Нью-Йорке. В 2009 году его доход за выступления доходил до 300 долларов в час. Хотя площадь по-прежнему остаётся основным местом выступлений Голого ковбоя, он регулярно гастролирует по всей стране, выступая в том числе в родном штате Огайо и на фестивале Марди Гра в Новом Орлеане. Кроме того, Берк записал два альбома.
Берк отслеживает нарушения своего товарного знака. Так, в 2008 году он обвинил компанию Mars в незаконном использовании своего образа в рекламной кампании шоколадных конфет M&M’s. К ноябрю того же года сторонам, впрочем, удалось прийти к соглашению. Берк, тем не менее, допускает использование образа франчайзи при условии выплаты ему 500 долларов ежемесячно или 5000 долларов ежегодно.
Кроме музыкальной и коммерческой деятельности Берк ведёт и политическую. В июле 2009 года он заявил о желании баллотироваться на выборах мэра Нью-Йорка. Однако уже в начале сентября того же года он снялся с предвыборной гонки. Через год, в октябре 2010 года, Берк объявил о намерении побороться за пост президента США на выборах 2012 года. Свою избирательную кампанию он проводил от лица Движения чаепития, придерживающегося консервативных взглядов.
14 февраля 2013 года Берк женился на танцовщице живота Патрисии Круз.